# Б (тип підводного човна США)
| ПЧ типу «Б»                | ПЧ типу «Б»                                       | ПЧ типу «Б»                                       |
| -------------------------- | ------------------------------------------------- | ------------------------------------------------- |
| Plunger-class submarine    |                                                   |                                                   |
|                            |                                                   |                                                   |
|                            |                                                   |                                                   |
| Під прапором               | США                                               | США                                               |
| Спуск на воду              | 1906-1907 рр (3 човни)                            | 1906-1907 рр (3 човни)                            |
| Виведений зі складу флоту  | 1919 р                                            | 1919 р                                            |
| Сучасний статус            | утилізовані,                                      | утилізовані,                                      |
| Проєкт                     |                                                   |                                                   |
| Основні характеристики     |                                                   |                                                   |
| Швидкість (надводна)       | 9 вузлів (17 км/год)                              | 9 вузлів (17 км/год)                              |
| Швидкість (підводна)       | 4 вузлів (7,4 км/год)                             | 4 вузлів (7,4 км/год)                             |
| Гранична глибина занурення | 46м                                               | 46м                                               |
| Екіпаж                     | 10 осіб                                           | 10 осіб                                           |
| Розміри                    |                                                   |                                                   |
| Довжина найбільша (по КВЛ) | 25,15 м                                           | 25,15 м                                           |
| Ширина корпусу найб.       | 3,81 м                                            | 3,81 м                                            |
| Середня осадка (по КВЛ)    | 3,2 м                                             | 3,2 м                                             |
| Озброєння                  |                                                   |                                                   |
| Торпедно- мінне озброєння  | 2 носових ТА калібру 18 дюймів- 467 мм, 4 торпеди | 2 носових ТА калібру 18 дюймів- 467 мм, 4 торпеди |
| Зображення на Вікісховищі  |                                                   |                                                   |

Тип “Б”  це три  підводні човни ВМС США, побудовані за одним проєктом в Fore River Shipbuilding Company з Квінсі, Массачусетс, як субпідрядника Electric Boat Company  Вони були в розміщені у Філіппінах,  починаючи з 1912-року.  Усі три човни, після списання, були використані як мішені у 1919—1922 роках.

## Конструкція
В тих човнах були внесені певні зміни для досягнення  збільшення підводної швидкості, в тому числі маленьким вітрилом і обертовою кришкою над дулами торпедних апаратів. Для збільшення швидкості на поверхні води використовувалося невелике вітрило. Тоді ще, поняття “термінове занурення” ще було актуальним, тому не зважали як це займе багато часу для розгортання та демонтування вітрила.  Але цю новацію скасував досвід служби в Першу світову війну.

## Представники
- USS B-1 (SS-10)[en], спущений на воду 30 березня 1907 з назвою “Viper”, і перейменований в B-1 17 листопада 1911 року. Списаний  1 грудня 1921 року.  Потім використовувався як мішень.[3]
- USS B-2 (SS-11)[en], спущений на воду 1 вересня 1906 року з назвою “каракатиця” (Cuttlefish), і перейменований в “B-2” 17 листопада 1911. Списаний 12 грудня 1919 року. Потім  використовували як мішень.[4]
- USS B-3 (SS-12)[en], спущений  на воду 30 березня 1907 року з назвою “Тарантул” (Tarantula), і перейменований в “Б-3” на 17 листопада 1911 року Списаний 25 липня 1921року і використовуваний як мішень.[5]